# Cút Nhật Bản
Cút Nhật Bản (Coturnix japonica) là một loài chim trong họ Phasianidae.
Loài này sinh sống ở Đông Á. Nó là loài di trú, thường sinh nở ở Manchuria, đông bắc Siberia, bắc Nhật Bản, và bán đảo Triều Tiên đến mùa đông thì chuyển về phương nam Nhật Bản và Hoa Nam.

## Hình ảnh

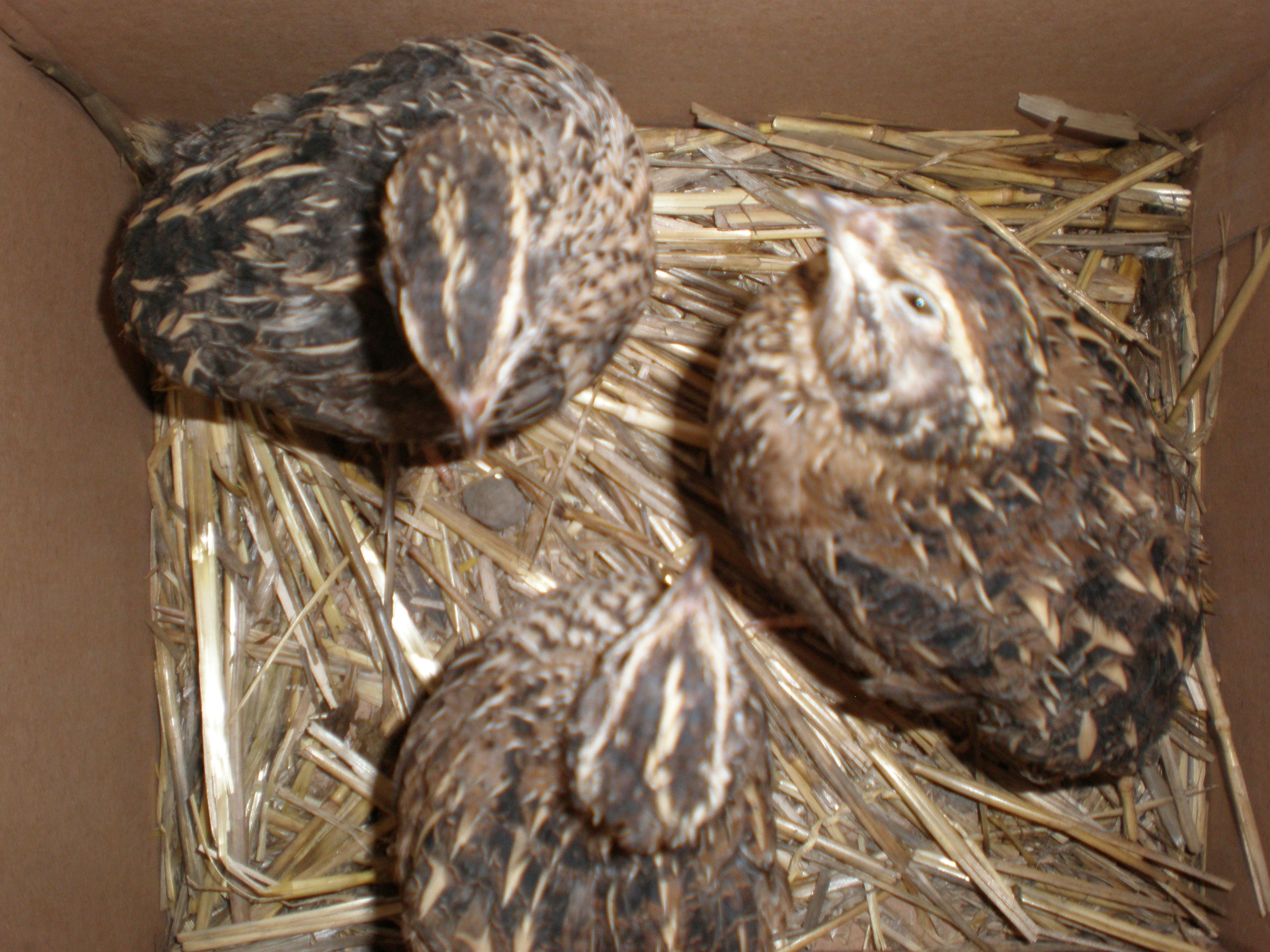
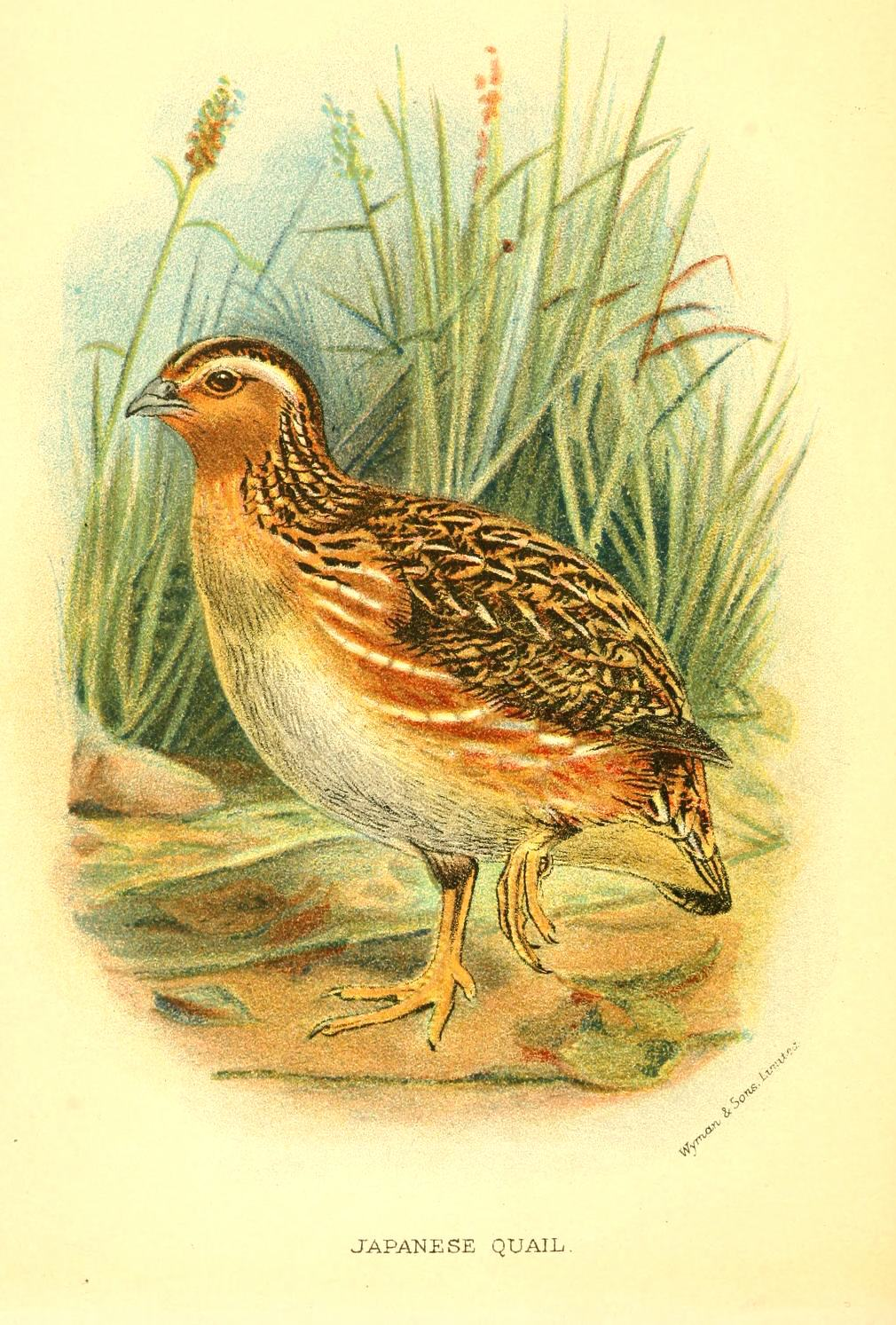
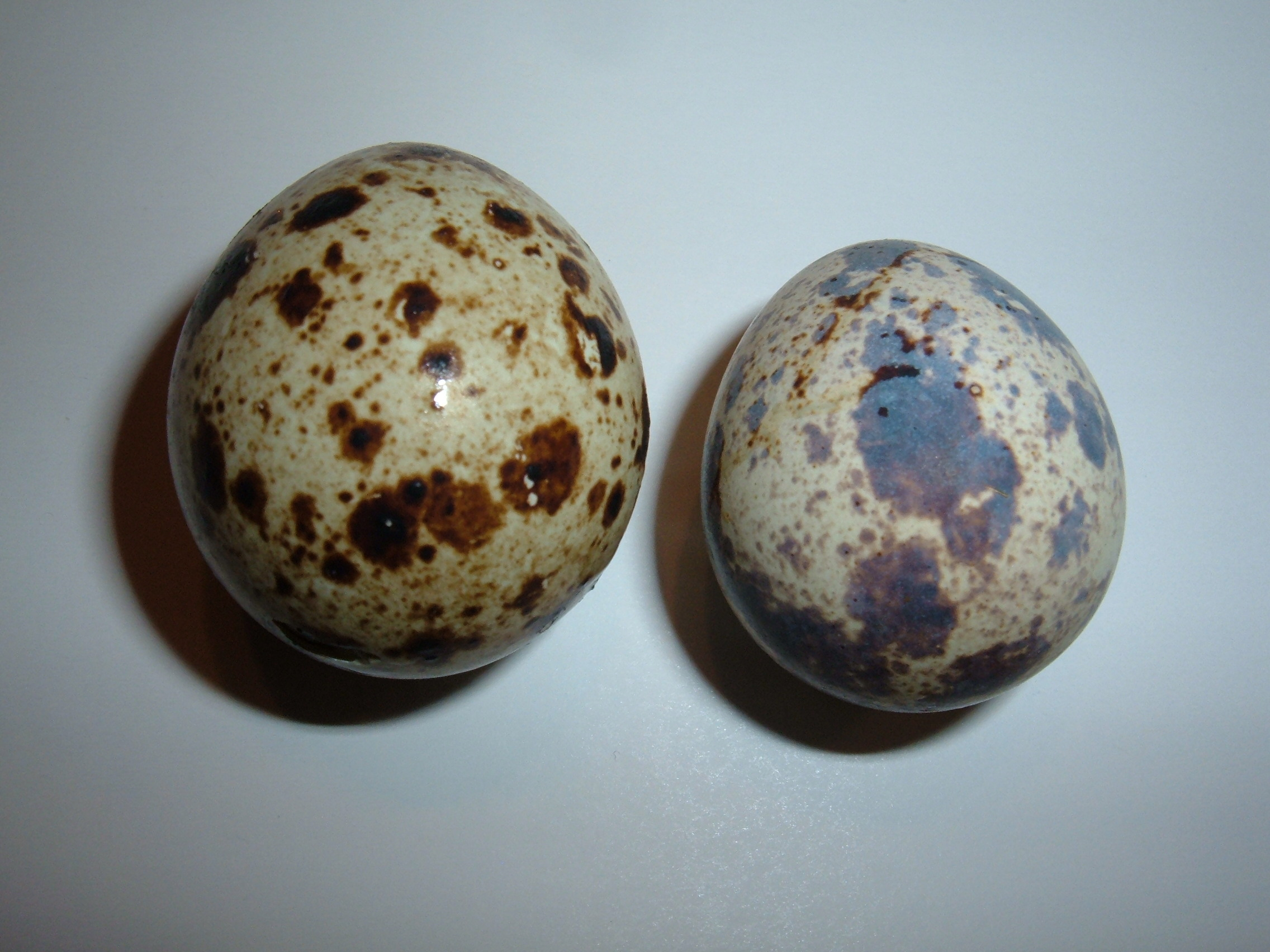
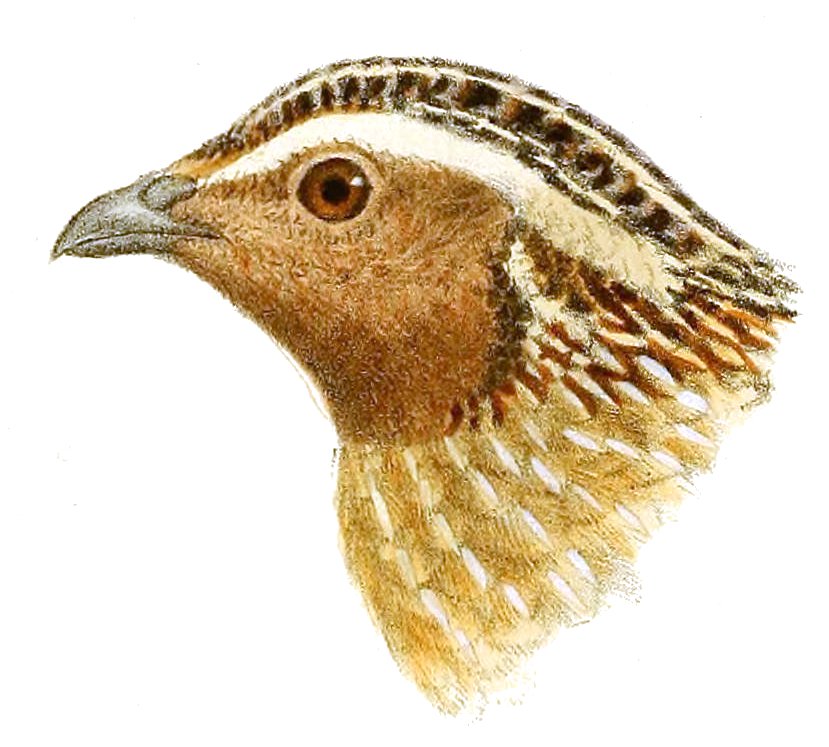